# Andrew Booth Jr.
Andrew Booth Jr. (Dacula, 28 settembre 2000) è un giocatore di football americano statunitense che milita nel ruolo di cornerback per i Dallas Cowboys della National Football League (NFL).

## Carriera

### Minnesota Vikings
Al college Booth giocò a football a Clemson dal 2019 al 2021. Fu scelto nel corso del secondo giro (42º assoluto) nel Draft NFL 2022 dai Minnesota Vikings. Debuttò come professionista partendo giocando negli special team nella gara vinta nel primo turno contro i Green Bay Packers. Dopo la gara del Giorno del Ringraziamento vinta contro i Dallas Cowboys fu costretto a un'operazione chirurgica al ginocchio, chiudendo la sua stagione da rookie con 6 presenze e 12 tackle.

### Dallas Cowboys
Il 9 agosto 2024 i Vikings scambiarono Booth con i Dallas Cowboys per ricevere in cambio il cornerback Nahshon Wright.